# Silke Gnad
Silke Gnad, geb. Thiel, geschiedene Fittinger, (* 20. November 1966 in Stralsund) ist eine ehemalige deutsche Handballspielerin.

## Karriere
Silke Thiel begann in ihrer Jugend beim ASV Vorwärts Stralsund. 1980 wurde sie zur Sportschule nach Frankfurt (Oder) delegiert. Dort gab sie 1984 beim ASK Vorwärts Frankfurt ihr Debüt in der DDR-Oberliga. Mit dem Verein wurde sie unter anderem dreimal DDR-Meister. 1986 gab sie ihr Debüt in der Nationalmannschaft der DDR.
Im Sommer 1990 wechselte sie zu TuS Walle Bremen. In den sieben Jahren in der Hansestadt setzte sie ihre Erfolge fort und wurde mit der Mannschaft viermal Deutscher Meister und dreimal DHB-Pokalsieger. Mit der deutschen Nationalmannschaft wurde sie 1994 Vize-Europameister und zur besten Linksaußen des Turniers gewählt. 1996 ging sie für zwei Jahre zum Ligakonkurrenten BVB Borussia Dortmund und danach für zwei Jahre nach Italien zu Vigasio Verona. Im Jahr 2000 kam sie zurück nach Deutschland und schloss sich dem Zweitligisten SV Teutonia Riemke an. Mit dem Verein stieg sie in die erste Liga auf. 2002 wechselte sie zum Regionalligisten HG Remscheid.
Bis Mai 2012 war Silke Gnad Co-Trainerin beim Drittligisten HSV Solingen-Gräfrath. Wenn „Not am Mann“ war, spielte sie auch selbst noch mit.

## Privates
Silke Gnad hat eine berufliche Ausbildung zur Masseurin und medizinischer Bademeisterin. Sie war in 1. Ehe von 1988 bis 1993 mit Andreas Fittinger verheiratet. Seit 1995 ist sie mit dem ehemaligen Basketballnationalspieler und Europameister Hansi Gnad verheiratet, mit dem sie zwei gemeinsame Söhne hat. Sie wohnt in Burscheid und betreibt dort eine Massagepraxis.

## Erfolge
- EHF-Pokal mit ASK Vorwärts Frankfurt 1985 und 1990
- DDR-Meister mit ASK Vorwärts Frankfurt 1985, 1986 und 1990
- Deutscher Meister mit TuS Walle Bremen 1991, 1992, 1994 und 1995
- DHB-Pokalsieger mit TuS Walle Bremen 1993, 1994 und 1995
- Europapokal der Pokalsieger Sieger 1994
- 4. Platz bei den Olympischen Spielen 1992
- Vize-Europameister 1994
- Beste Linksaußen der Europameisterschaft 1994
- DDR-Handballerin des Jahres 1989